# Kecamatan Kopo
Kecamatan Kopo är ett distrikt i Indonesien.   Det ligger i provinsen Banten, i den västra delen av landet, 50 km väster om huvudstaden Jakarta.